# Luboš Ogoun
Luboš Ogoun, vlastním jménem Bohumil Ogoun (18. února 1924 Praha – 14. února 2009 Praha) byl pedagog, tanečník, choreograf, režisér, autor několika set choreografií v operách, operetách, muzikálech, činohrách, televizi i filmu. Významná osobnost českého tanečního umění 20. století. Jeden ze zakladatelů Studia Balet Praha, v šedesátých letech tvořil spolu s Pavlem Šmokem novou vlnu moderního českého baletu. Trenér národního týmu gymnastek.

## Život
Luboš Ogoun se narodil 18. února 1924 v Praze jako Bohumil Ogoun. Jeho matka Marie Ogounová, rozená Heřmanová (19. prosince 1900 – 1967) pracovala ve Vojenském historickém ústavu a bývala žačkou jeho otce Josefa Ogouna (25. srpna 1889 – 1952), profesora Prvního českého dívčího gymnasia Minerva ve Vodičkově ulici na Praze 1 (později přejmenované na gymnázium Elišky Krásnohorské). Jeho starší bratr Milan Ogoun (1921–2009) se stal uznávaným odborníkem v oboru ekologických technologií, později působil ve Výzkumném ústavu energetickém v Praze. Bratrancem Luboše Ogouna byl herec Luděk Kopřiva (jejich matky byly sestry).
Za protektorátu Luboš Ogoun studoval reálné gymnázium Jana Nerudy v Praze na Malé Straně. V květnu roku 1942 Ogounovi ukrývali u sebe v bytě československé parašutisty Jana Kubiše a Jozefa Gabčíka, a to na žádost odbojáře Petra Fafka, jehož dceru Relu Fafkovou otec Luboše Ogouna učíval na gymnáziu. Podle jedné z variant právě od Ogounů vyrazili oba parašutisté 27. května 1942 na místo, kde provedli útok na Reinharda Heydricha. Ten den Luboš Ogoun maturoval. Ogounovi jako jedna z mála z rodin, které byly přímo zapojeny do pomoci parašutistům, nebyli vyzrazeni a válku přežili. Vzpomínky na tyto události sepsal otec Luboše Ogouna v publikaci Pravda o Heydrichovi. Luboš Ogoun byl za války totálně nasazen. V únoru 1945 utekl z vlaku, který ho převážel, a až do konce války se skrýval v Kroměříži u příbuzných.
Po válce studoval v Ústavu pro vzdělávání profesorů tělesné výchovy při Univerzitě Karlově (absolvoval 1948), poté choreografii na Divadelní fakultě AMU (absolvoval 1953). Již během studií byl v roce 1945 angažován do baletního souboru Národního divadla.
Od mládí se věnoval sportu, a to hlavně lehké atletice a gymnastice. V letech 1947–1964 působil jako trenér československého družstva gymnastek. Trénoval například několikanásobnou mistryni světa a olympijskou medailistku Evu Bosákovou.
Z Národního divadla byl později propuštěn, když se zastal svého učitele Saši Machova, který byl vyloučen z KSČ. Po absolvování vojenské prezenční služby se stal se choreografem a uměleckým vedoucím taneční skupiny Armádního uměleckého souboru Víta Nejedlého a posléze Armádní opery (1954–1955).
V letech 1955–1957 působil opět v Národním divadle, a to jako pedagog baletu. Poté byl do roku 1961 šéfem baletu v Plzni, následně do roku 1964 ve Státním divadle Brno. V letech 1964–1968 byl uměleckým vedoucím souboru Studio Balet Praha (později Balet Praha). Poté se vrátil do Státního divadla Brno, kde byl choreografem až do roku 1990. Pohostinsky pracoval v různých souborech, mimo jiné se podílel na inscenaci divadla Semafor Kytice. Spolupracoval na několika filmech, televizních pořadech, muzikálech, operách i činohrách. Často se musel smířit s tím, že jeho jméno, jako spoluautora, nebylo v programu uvedeno.
Po listopadu 1989 byl rehabilitován. Po odchodu z divadla pracoval pohostinsky jako choreograf, na půl úvazku působil jako choreograf v Laterně magice. Často publikoval články v českých a světových odborných časopisech.
Luboš Ogoun zaujímá ve vývoji našeho poválečného baletu jedno z předních míst. Pro jeho tvorbu je typický expresivní pohyb, často inspirovaný gymnastikou a akrobacií. Byl choreografem s inteligencí i velkou fantazií, vynálezce neobvyklých, překvapivých pohybových neologismů, metafor a účinných dramatických zkratek.
Luboš Ogoun byl dvakrát ženatý, jeho manželkami byly tanečnice: Danuše Ogounová, roz. Kořínková (* 2. března 1929) – baletka Národního divadla v Praze a Ludmila Ogounová, roz. Ledecká (* 15. listopadu 1951) – baletka Národního divadla Brno.
Zemřel po krátké těžké nemoci 14. února 2009 v Praze. Pohřben je v urnovém háji na hřbitově ve Staré Boleslavi.

## Výběr z díla

### Taneční role[17]
- Otrok v Šeherezádě (1946)
- Zelenka ve Filosofské historii (1949)
- Beauregard v Plamenech Paříže (1956)

### Divadelní choreografie a balet[10]
- Prometheus (1957)
- Balada o námořníkovi (1961)
- Leningradská symfonie (1962)
- Taras Bulba (1963)
- Hirošima (1963)
- Svěcení jara (1964)
- Šach králi (1980)
- Škrtič (1990)
- Carmina Burana (1981)
- Paní mezi stíny (1987) – světová premiéra baletu inspirovaného dílem a životem Boženy Němcové
- Viktorka (1992)

### Opera (režie)[17]
- Slzy nože (Bohuslav Martinů, 1969)
- Kníže Igor (Alexandr Borodin, 1973)
- Malý princ (Miroslav Hába, 1979)

### Muzikálové choreografie[17]
- Muž z kraje La Mancha (Karlín 1967)
- West Side Story (Karlín 1970)
- Zbojníci a žandáři aneb Jánošík (Brno 1972)
- Kytice (Semafor 1972)
- Ze života hmyzu (NS Bratislava 1984)

### Choreografie ve filmu a televizi[10]
- Císařův pekař a Pekařův císař (1951, režie Martin Frič)
- Komedianti (1953, režie Vladimír Vlček)
- Smyk (1960, režie Zbyněk Brynych)
- O něčem jiném (1963, režie Věra Chytilová)
- Bláznova Kronika (1964, režie Karel Zeman)
- Strašná žena (1965, režie Jindřich Polák)
- Rozmarné léto (1968, režie Jiří Menzel)
- Kulhavý ďábel (1968, režie Juraj Herz)
- Svět otevřený náhodám (1971, režie Karel Steklý)
- Třicet panen a Pythagoras (1973, režie Pavel Hobl)
- Romance za korunu (1975, režie Zbyněk Brynych)
- Adéla ještě nevečeřela (1978, režie Oldřich Lipský)
- Oldřich a Božena (1984, režie Otakar Vávra)
- Třicet případů majora Zemana (TV seriál, 1974–79, režie Jiří Sequens)

## Ocenění
- Zasloužilý umělec (1966)
- Vyznamenání Za vynikající práci (1980)
- Prémie Českého literárního fondu (1991) za balet „Škrtič“
- Cena Nadace ČLF (1998) – za celoživotní tvorbu
- Cena Senior Prix (2000)
- Medaile Za zásluhy III. stupně (2002)